# Піраміда Хефрена
Піраміда Хефрена (точніше — Хафри) — друга за величиною давньоєгипетська піраміда. Розташована поруч з Великим Сфінксом, а також пірамідами Хеопса (Хуфу) і Мікеріна на Плато Гіза. Побудована імовірно в середині XXVI століття до н. е. споруда заввишки в 143,9 м отримала назву Урт-Хафра («Хафра великий» або «Шанований Хафра»)

## Опис
Хоча піраміда Хафра і поступається розмірами піраміді його батька Хуфу, її положення на більш високому пагорбі і її більш крутий схил роблять її гідною суперницею Великої Піраміди. Дві досить великі камери і два перехресних проходи, які ведуть в горизонтальний коридор, являють собою досить скромний по відношенню до піраміди Хуфу простір. Похоронна камера, розташована під пірамідою, більше не викладена гранітом, хоча цей захисний матеріал удосталь вживався усередині піраміди (сам високий прохід, огорожі і саркофаг), так само як і зовні (облицювання фундаменту піраміди і храмів). Покрівлю камери забезпечував звід на кроквах, розцінений як більш міцний, ніж горизонтальні ригелі піраміди Хуфу. Прямокутний класичної форми саркофаг Хафра з чудово відшліфованого граніту був розміщений в облицюванні похоронної камери. Ніша для каноп, розміщена близько саркофага Хафра, була нововведенням, яке стане поширеним в більш пізній час. Нині ця піраміда знаходиться в хорошому стані, хоча її розміри дещо зменшилися, і складають на сьогоднішній день 210,5×210,5 м в основі і 136,4 м у висоту.
За часів фараонів піраміда Хафра була всього лише елементом заупокійного комплексу, який включав в себе маленьку піраміду-супутницю, ймовірно побудовану для дружини Хафра, стіну огорожі, заупокійний храм, дорогу, храм в долині і порт, який також необхідно було побудувати. Сучасний стан збереженості комплексу дозволяє сказати, що всі його елементи були завершені. Храми Хафри, що стали зразками для фараонів Стародавнього царства, були побудовані з багатотонних блоків граніту і вапняку. Кам'яні блоки біля входу в його заупокійний храм досягають в довжину 5,45 м і важать до 42 тонн. Це були великі будівлі: 113 м на 49 м — заупокійний храм, і 45 м на 50 м — храм в долині, висота якого в даний час складає 13 м. Враховуючи знайдені фрагменти, загальна кількість скульптурних творів нижнього храму Хафра налічує понад 200 статуй. Серед них — знаменита статуя царя, виконана з темно-зеленого діорита. Правитель гордо сидить на троні з ошатною хусткою на голові і уреєм на лобі, а позаду нього майорить соколоподобний бог Гор

## Дані статистики
- Висота: 143,9 м (275 королівських ліктя)
- Довжина бокової сторони: 215,3 м (410 королівських ліктя)
- Кут нахилу: 53°10'
- Об'єм піраміди: 2211096 м³

## Опис піраміди

Поперечний розріз піраміди Хефрена

Основа піраміди являє собою квадрат зі сторонами 210,5 метрів (спочатку 215,3 метрів або 410 королівських ліктів). Відхилення від ідеального квадрата становить не більше 8 см. Паралельне зближення є практично ідеальним і складає 1'15". Бічні грані орієнтовані по чотирьох сторонах світу з похибкою не більше 5'26". Викривлення сторін від деформації призводить до появи відхилення від правильного трикутника у верхній частині піраміди на 3'46". Кут нахилу граней дорівнює 53°10' і 52°02', що дуже близько до теоретичної величини, що відповідає схилу в 4/3. Цей ухил єгипетського трикутника (прямокутний трикутник зі сторонами 3,4,5, з теоретичним кутом нахилу 53°07'48"), був згаданий у чотирьох розділах Папірусу Ахмеса (див. Математика в Стародавньому Єгипті). Піраміда спочатку мала висоту 143,9 метрів (275 королівських ліктів). Була покрита вапняком, який видно й сьогодні на 45 метрах біля самої вершини.
Піраміда була прикрашена рожевим гранітним пірамідіоном, який зараз загублений. У нас немає ніяких відомостей про те, чи був граніт прикрашений вапняком, гіпсом або золотом.
Незважаючи на те, що жодна з давньоєгипетських пірамід не зберегла на своїй вершині пірамідіона, у піраміди Хефрена збереглися майже всі камені його кріплення, що утворюють невеликий квадратний майданчик з квадратним поглибленням в плані: ця особливість робить дану піраміду унікальною і дозволяє нам знати спосіб кріплення пірамідіонів на вершинах пірамід.
Відмінно зберігся і гранітний саркофаг разом з кришкою, за конструкцією він ідентичний саркофагу Хеопса, та також, як у саркофага Хеопса, в ньому є кілька сверлованних отворів по буртику і в кришці. Замикали саркофаг, мабуть, мідними циліндрами.
Збережена нагорі піраміди «шапка» облицювання перебуває у вкрай занедбаному стані, і утворює «карнизи» що робить сходження на її вершину вкрай важкою справою навіть для досвідчених альпіністів. Якщо на вершину піраміди Хеопса час від часу дозвіл на сходження для вчених дається, видача дозволів на те ж саме для піраміди Хефрена не видається нікому.

## Етапи будівництва
Мабуть, Хефрен не відрізнявся міцним здоров'ям, в конструкції піраміди Хефрена чітко простежуються 2 етапи її споруди. Спочатку була виготовлена заготовка піраміди значно меншого розміру, з похоронною камерою, яка нижче, на випадок, якщо фараон раптово помре. На це вказує ніша в коридорі навпроти входу в неї — це так зване «приміщення для оперування саркофагом», що часто зустрічається в конструкції гробниць. Так як ця обережність виявилася зайвою, пізніше піраміда була надбудована до спостережуваних розмірів, з перенесенням усипальниці вище і південніше, а початкова усипальниця перетворена в сховище заупокійного інвентарю.

## Галерея

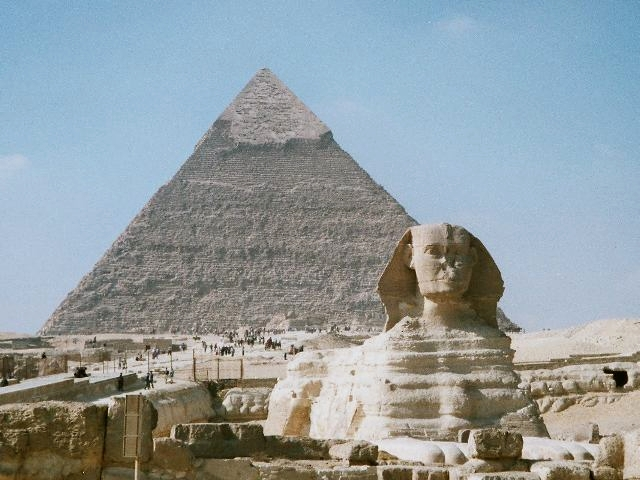
Піраміда Хафра і Великий Сфінкс на плато Ґізи
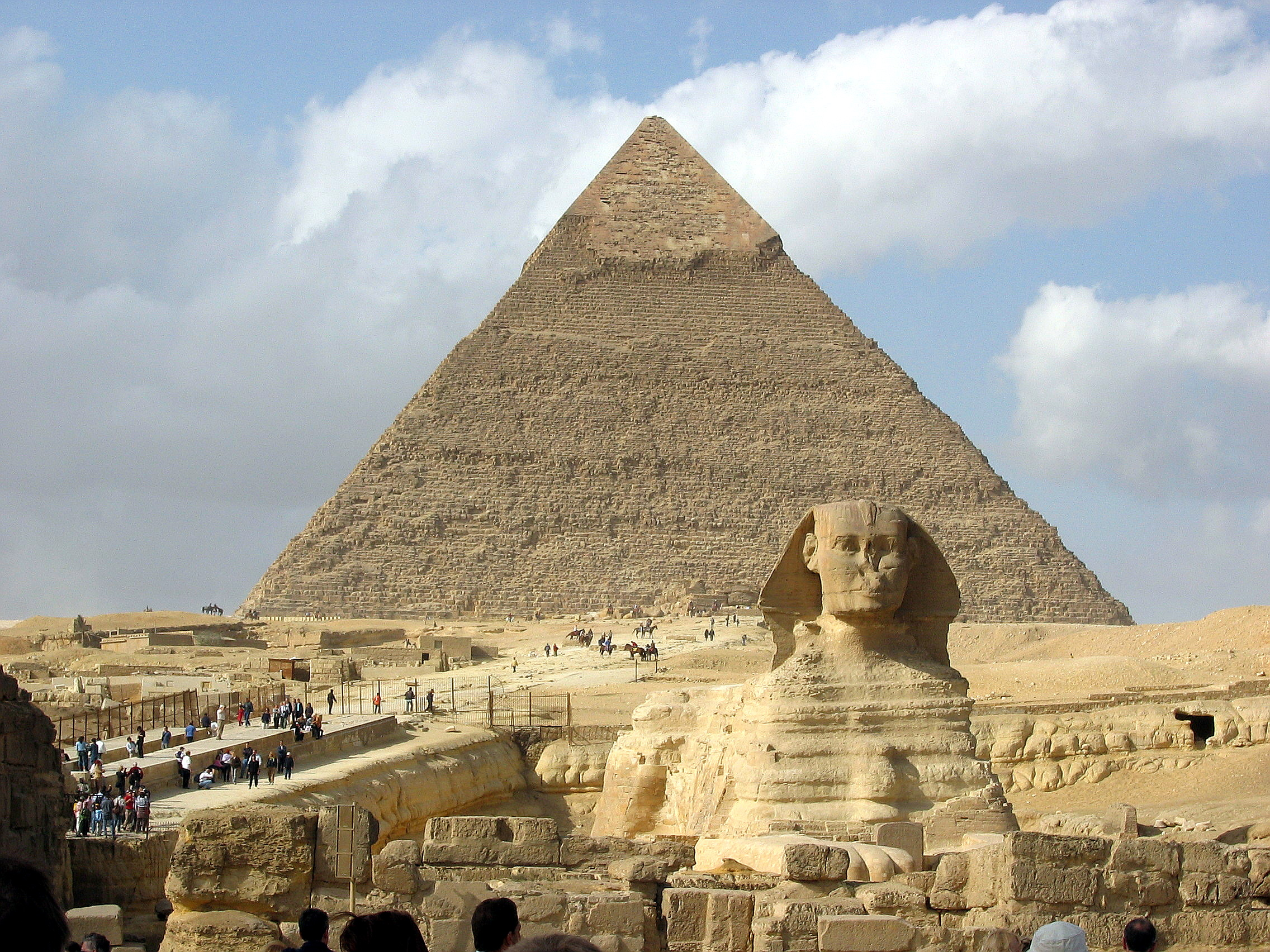
Піраміда Хафра і Великий Сфінкс на плато Ґізи
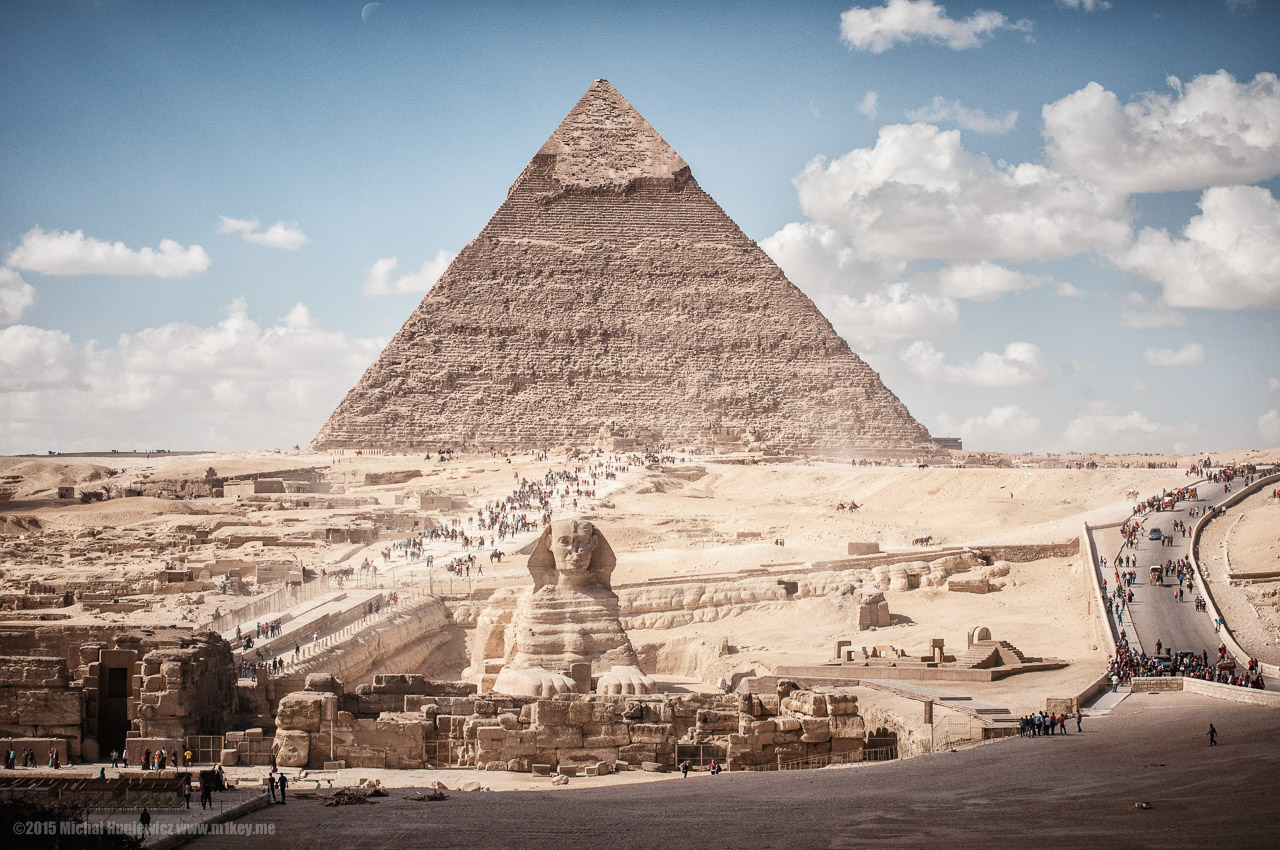
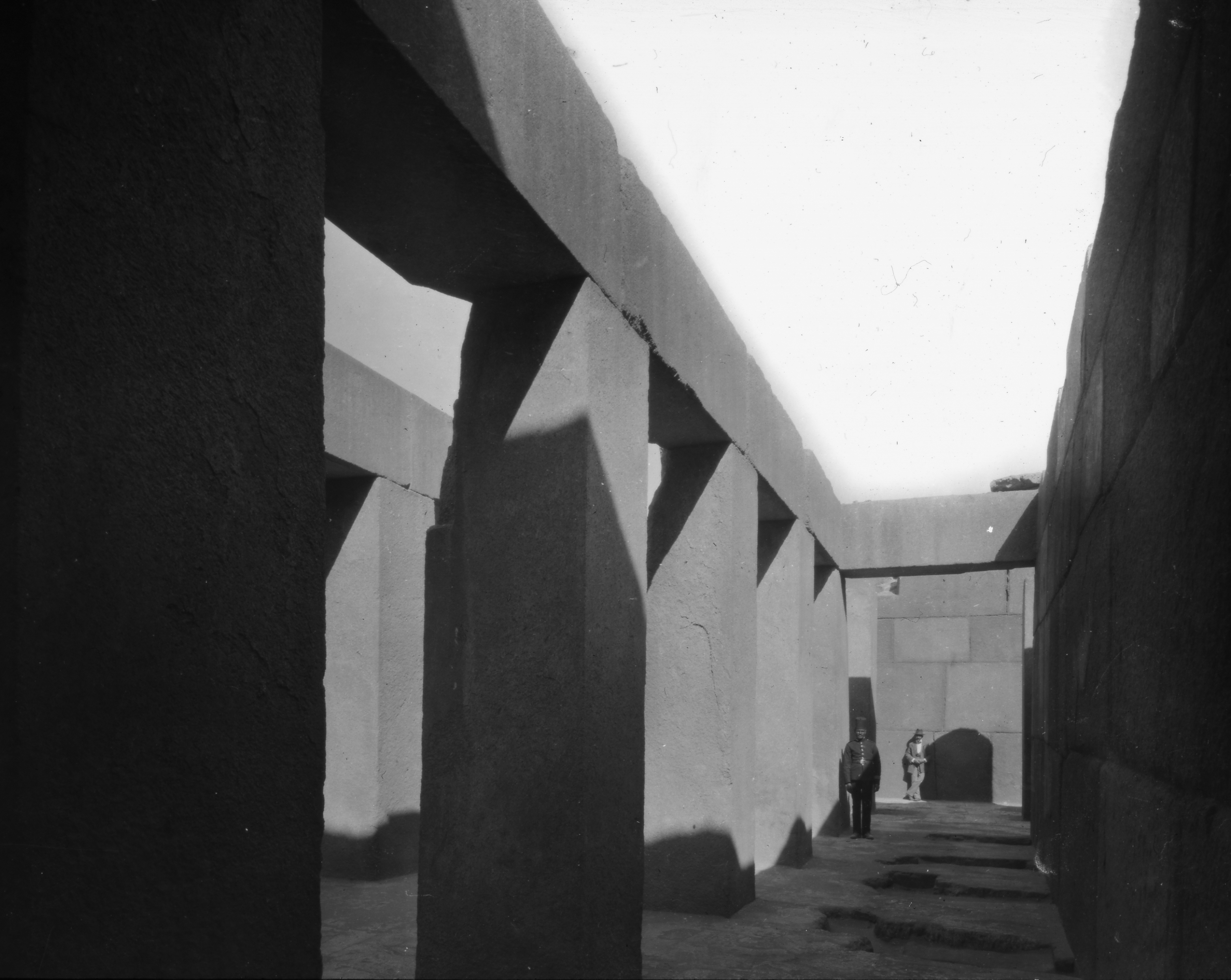
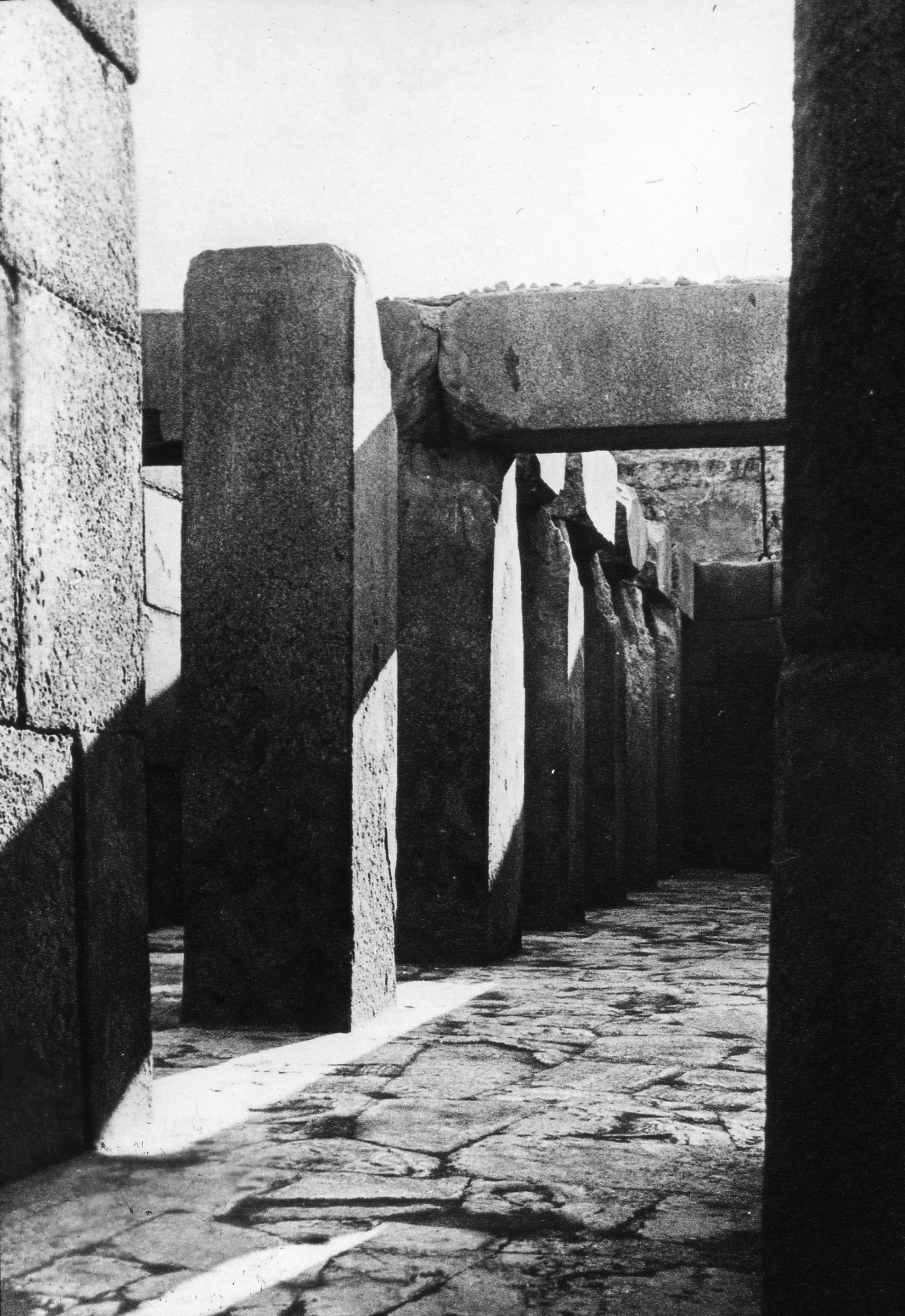
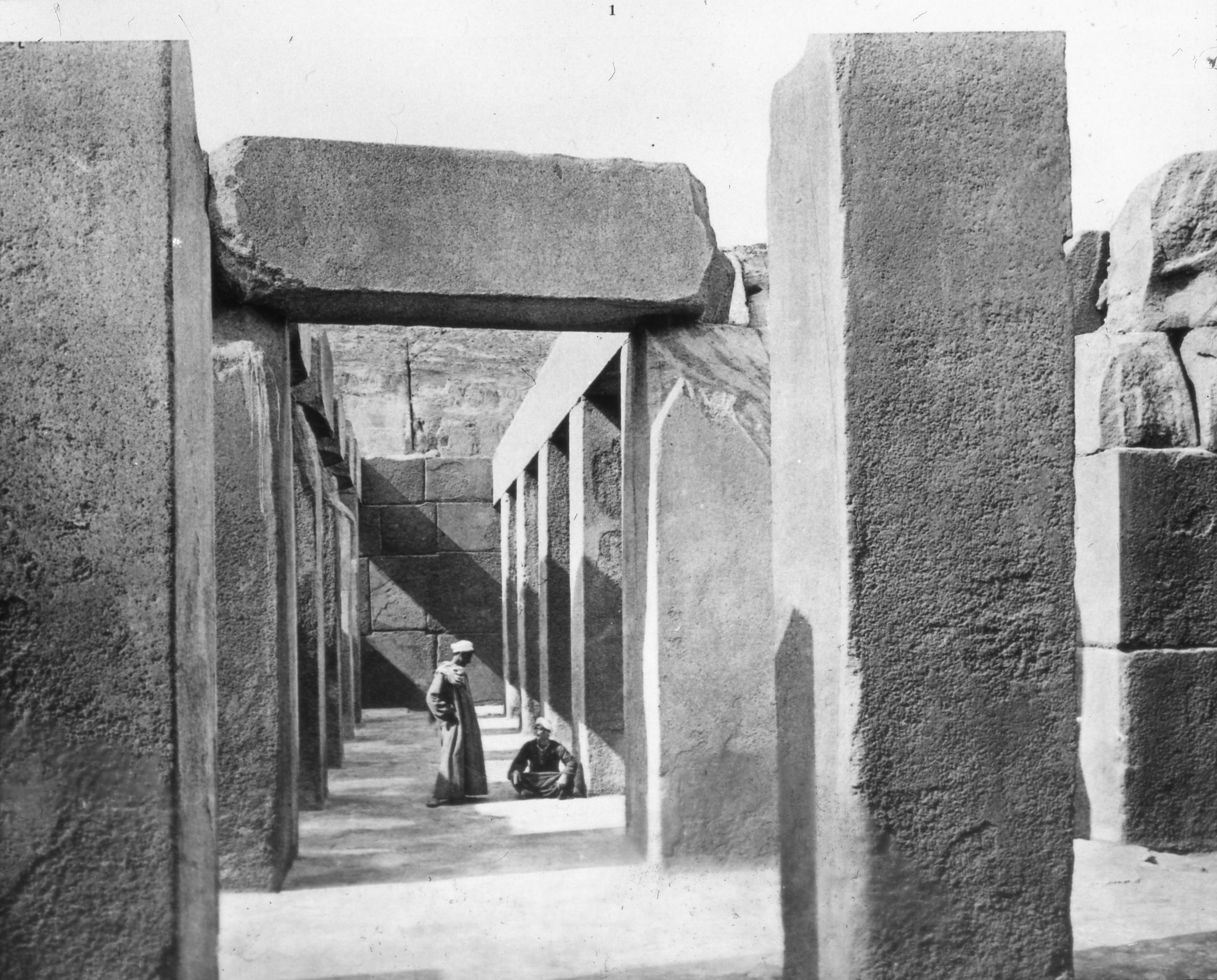
Lantern Slide Collection: Views, Objects: Egypt. Gizeh [selected images]. View 10: Egyptian - Old Kingdom. Temple of Khephren. Gizeh, 4th Dyn., n.d. Brooklyn Museum Archives
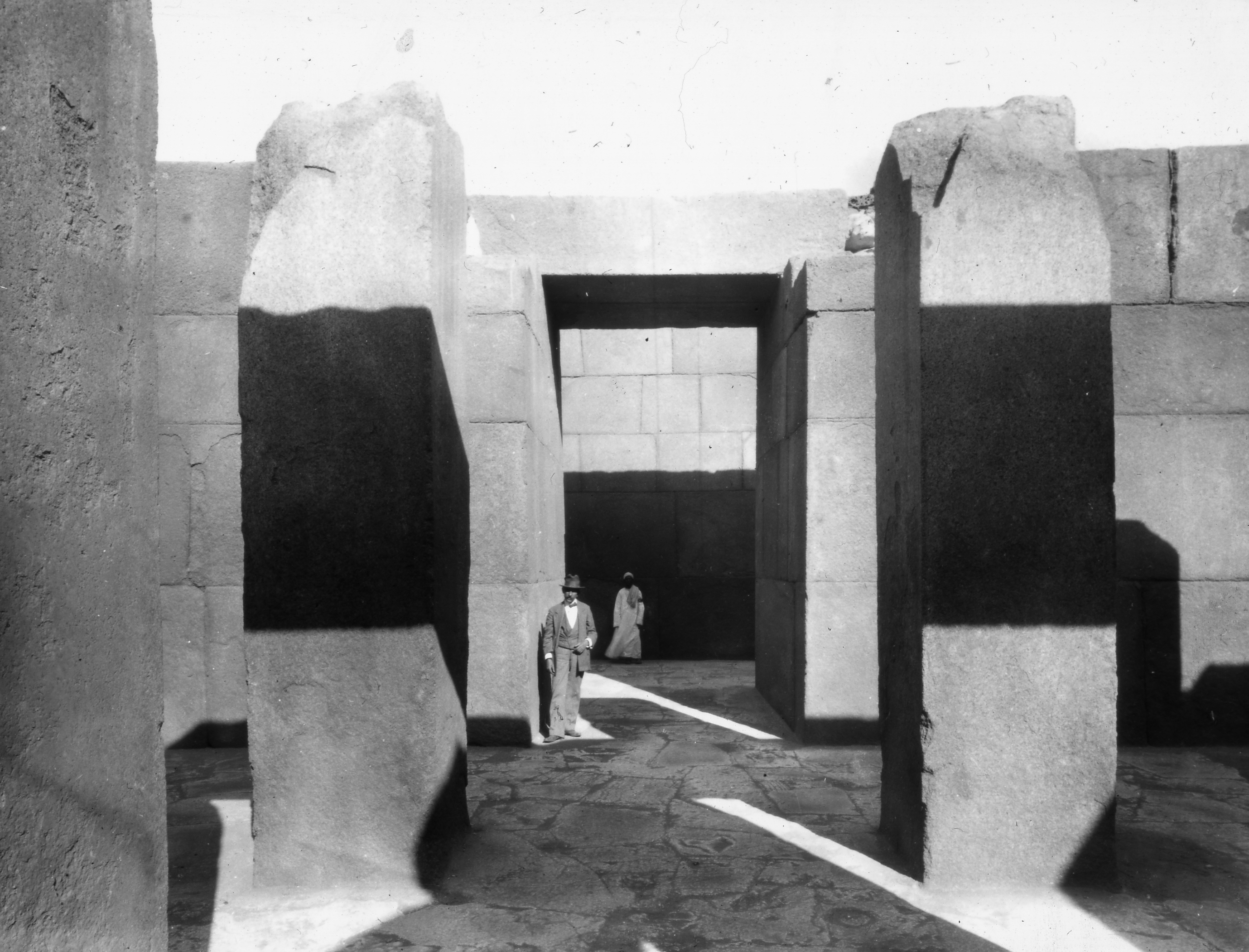
Lantern Slide Collection: Views, Objects: Egypt. Gizeh [selected images]. View 11: Egyptian - Old Kingdom. Granite Temple near Pyramid of Khephren. Gizeh, 4th Dyn., n.d., Made by Joseph Hawkes. New York City. Brooklyn Museum Archives
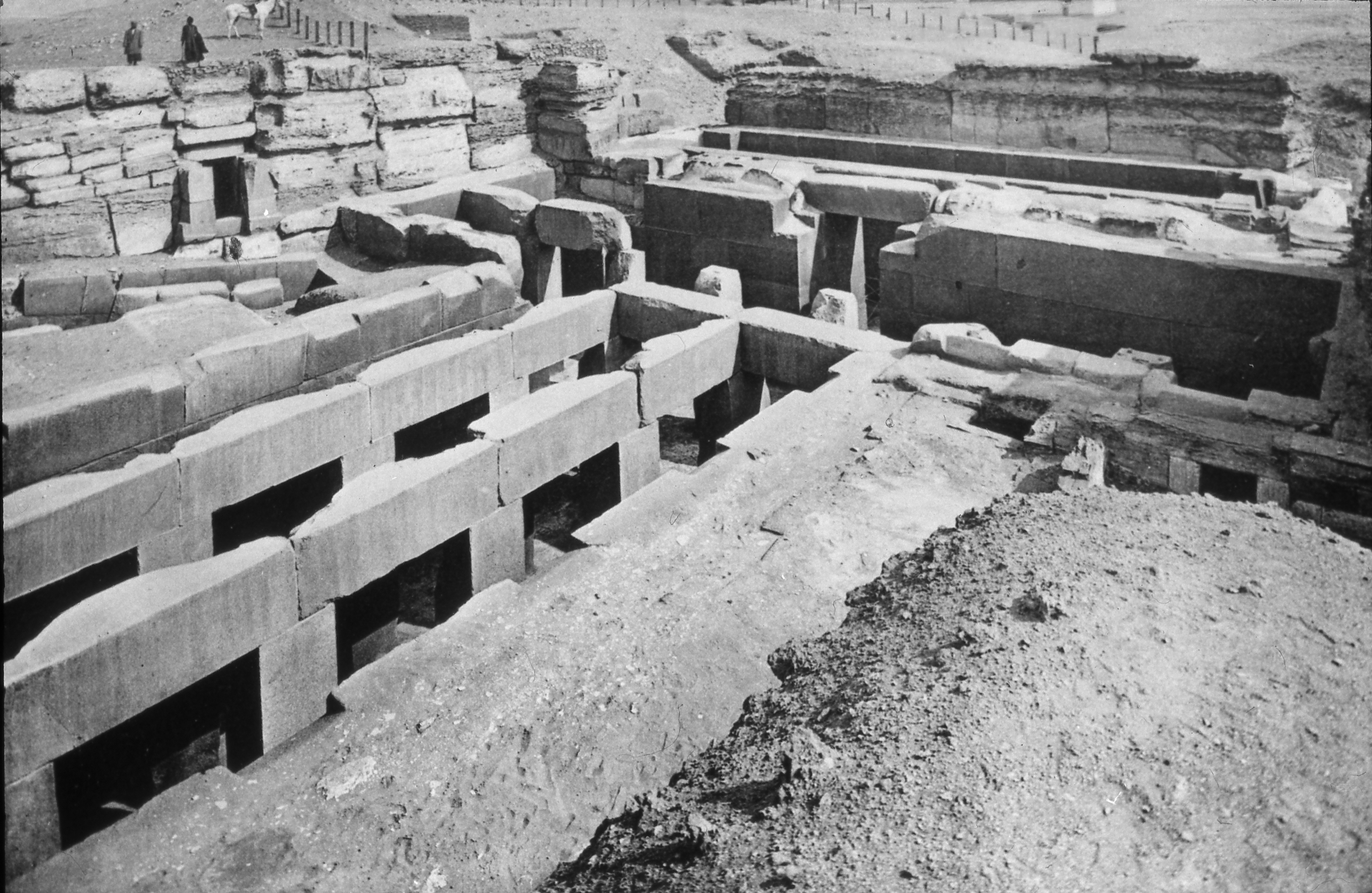
Lantern Slide Collection: Views, Objects: Egypt. Gizeh [selected images]. View 09: Egyptian - Old Kingdom. Temple of Khephren. Gizeh, 4th Dyn., n.d. Brooklyn Museum Archives
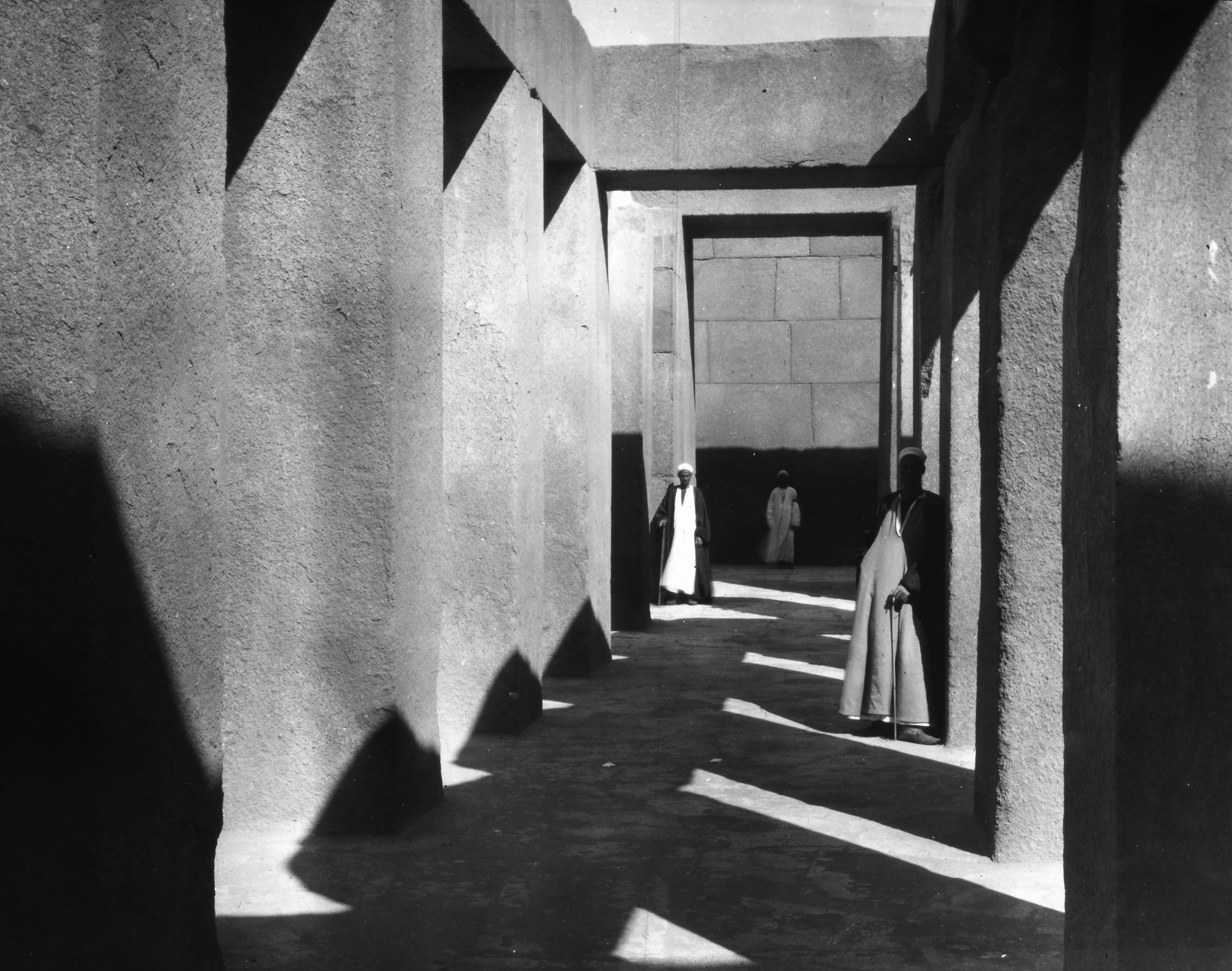
Lantern Slide Collection: Views, Objects: Egypt. Gizeh [selected images]. View 08: Egyptian - Old Kingdom. Granite Temple near Pyramid of Khephren. Gizeh, 4th Dyn., n.d., Made by Joseph Hawkes. New York City. Brooklyn Museum Archives
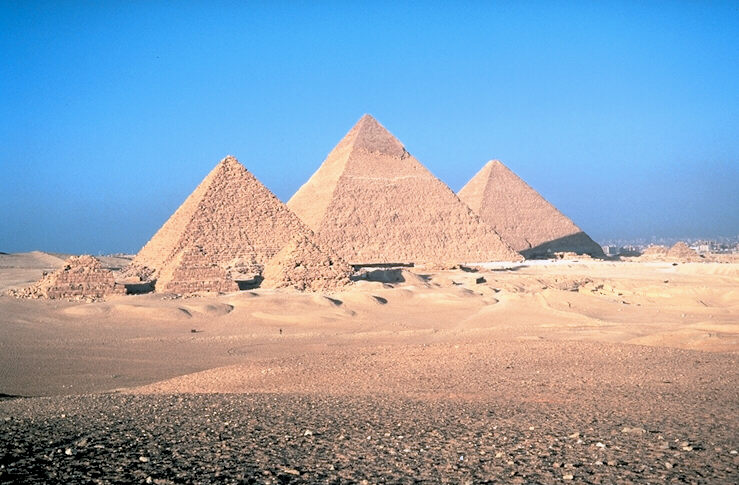
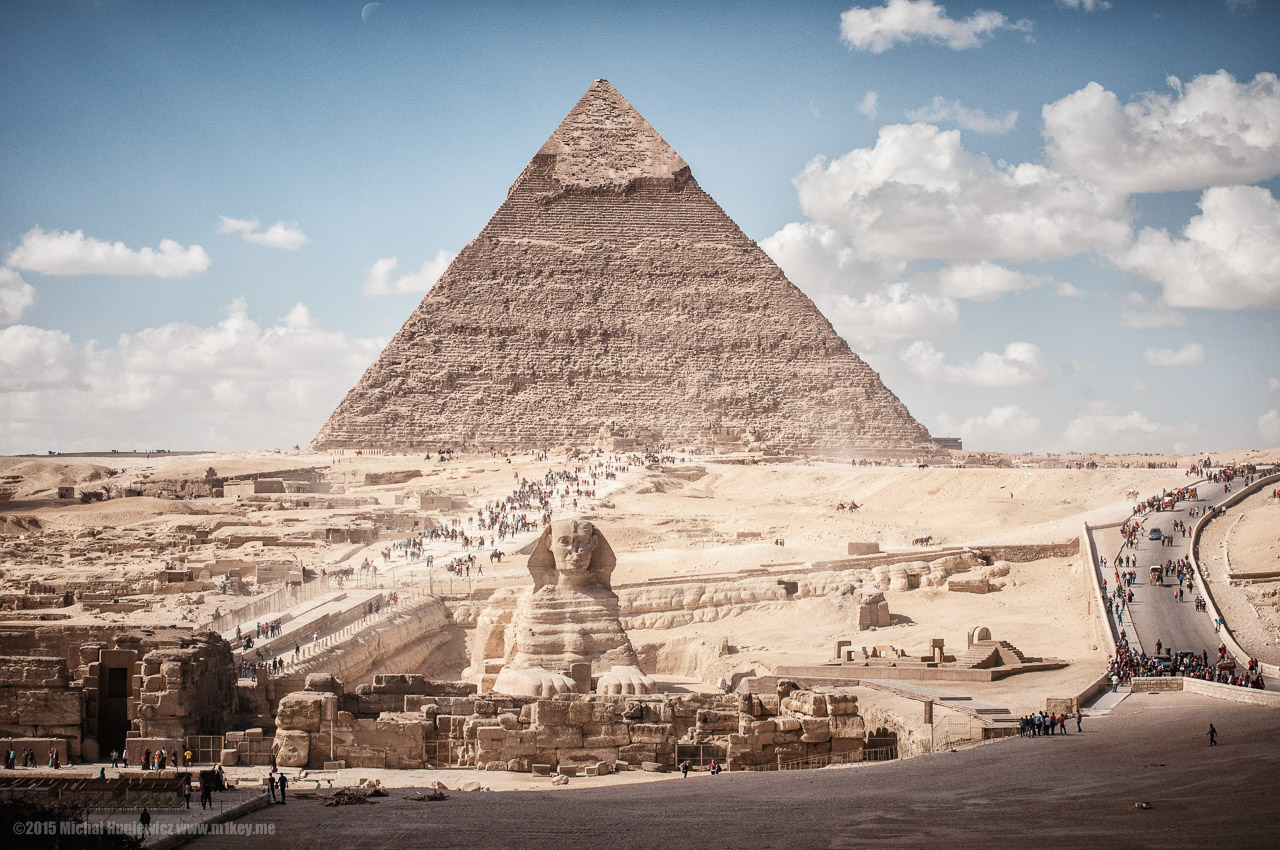
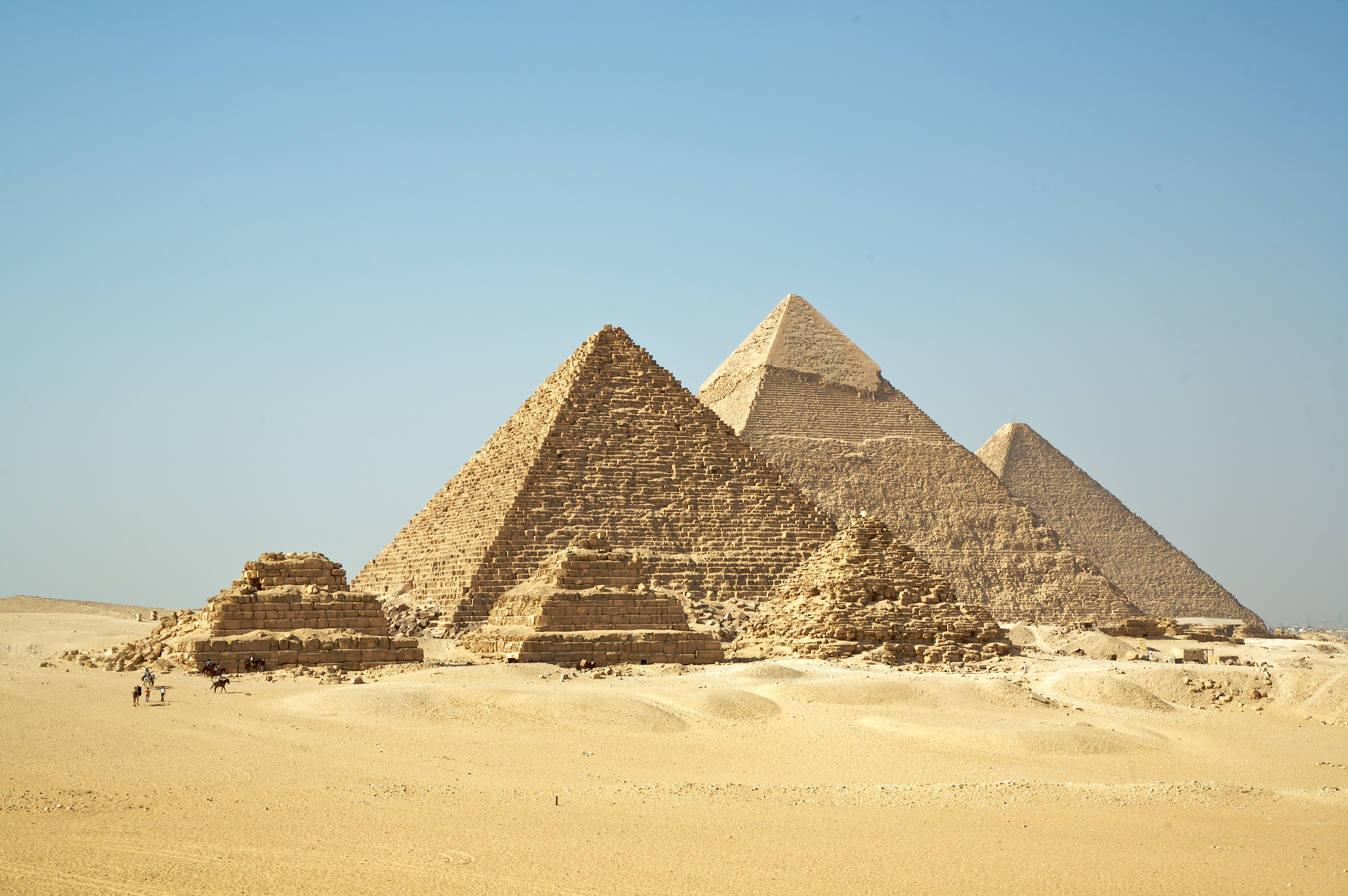
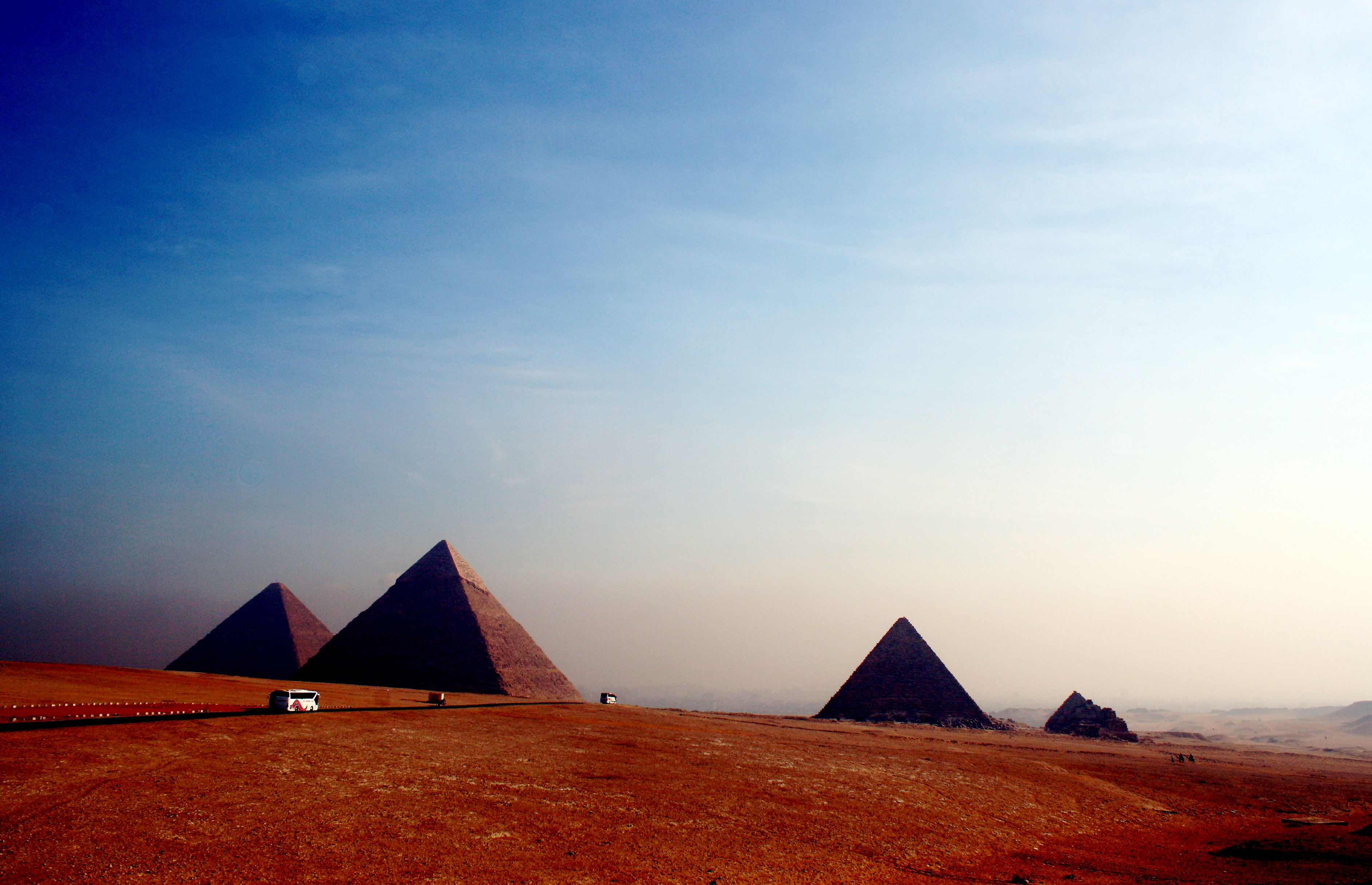
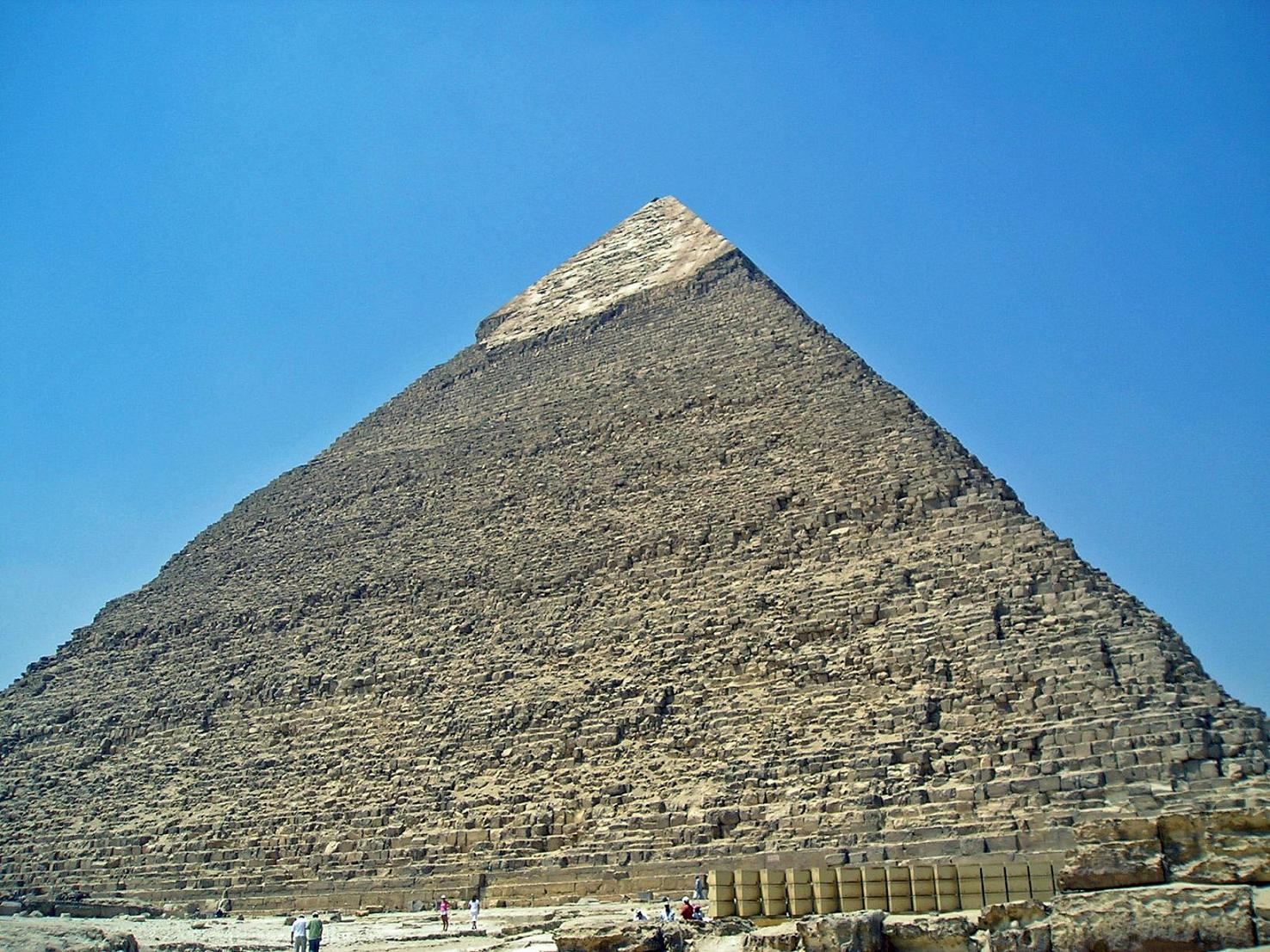
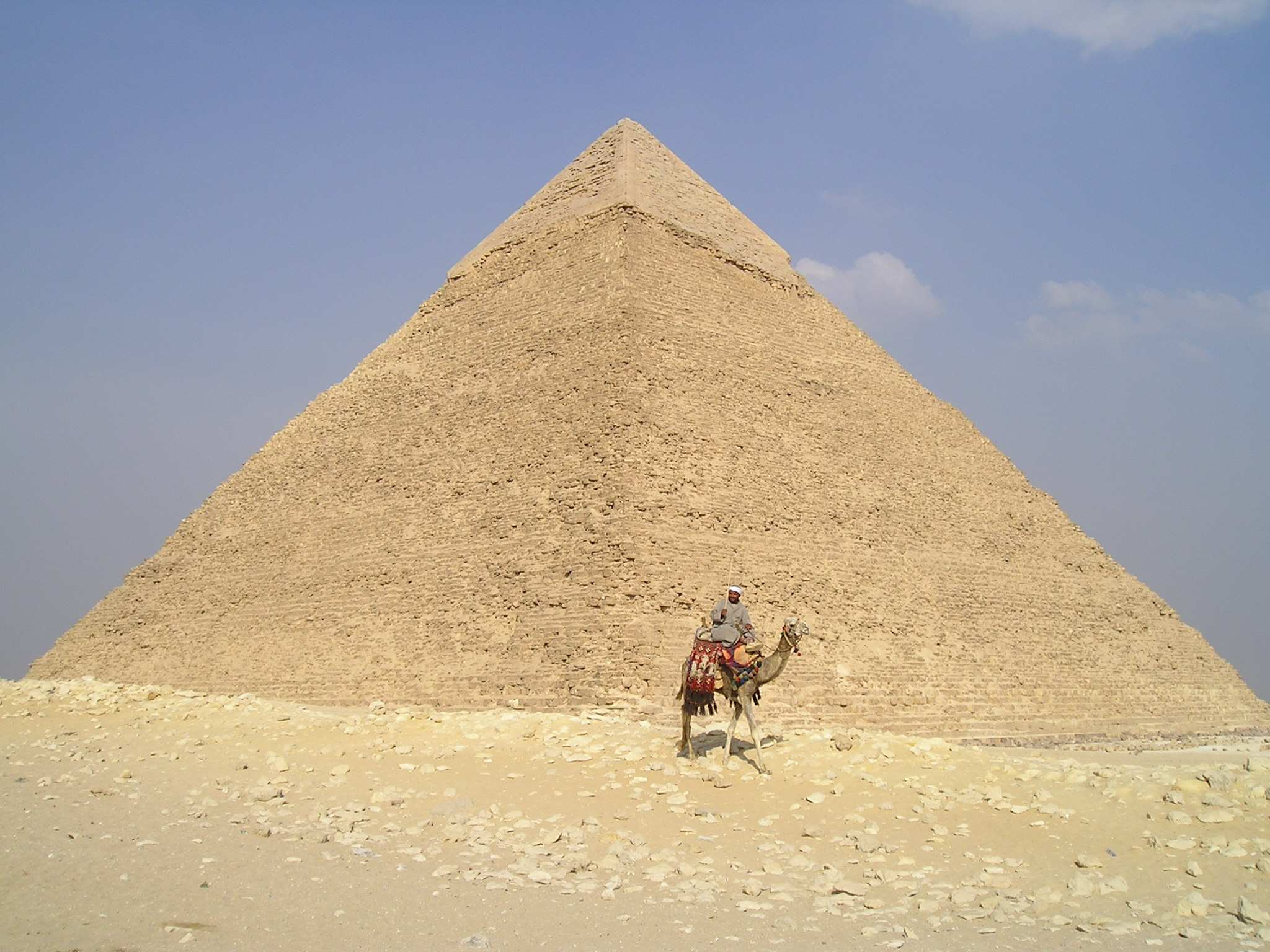
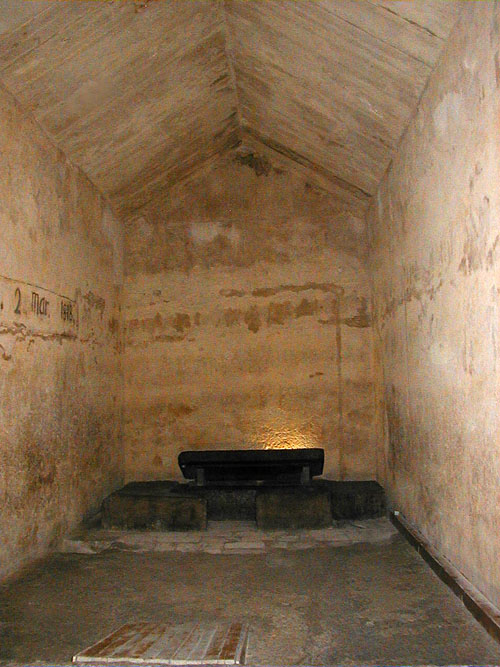
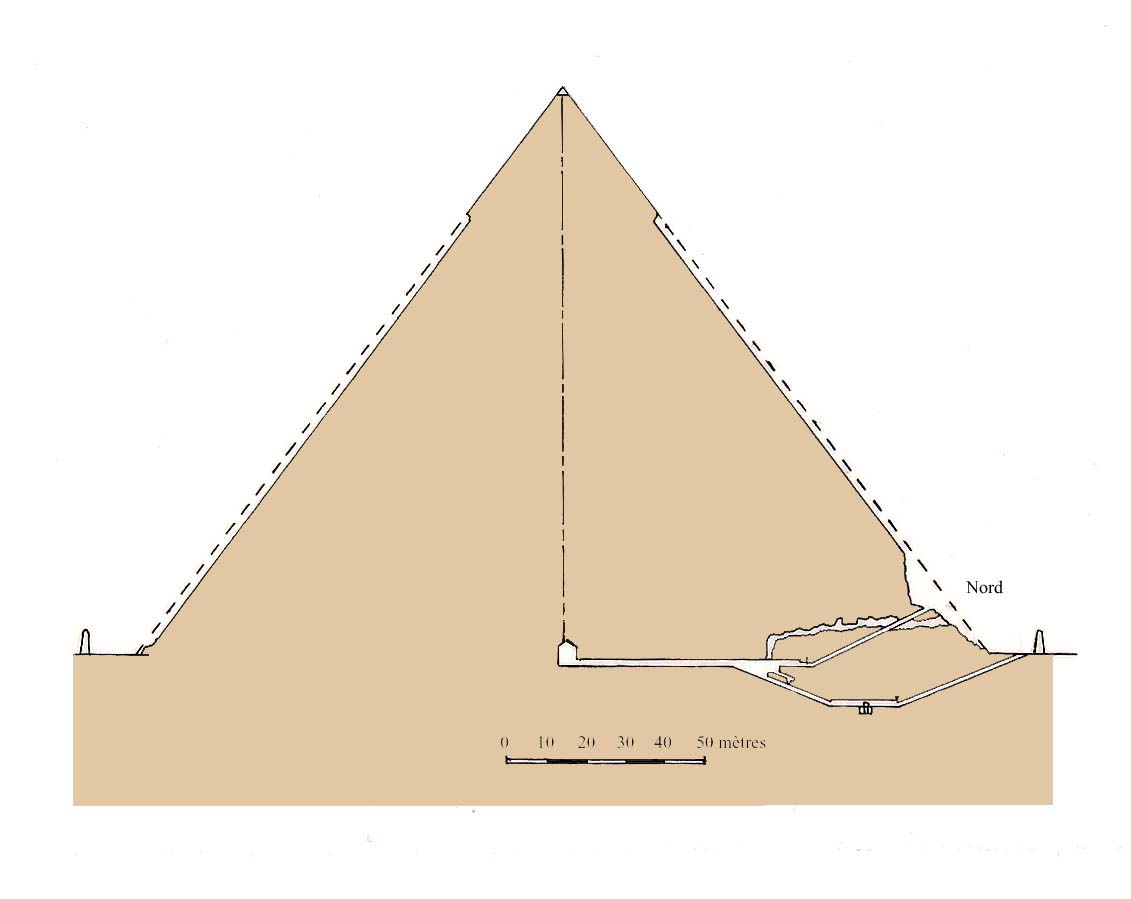